# Thamnopteris antiquum
Thamnopteris antiquum là một loài dương xỉ trong họ Aspleniaceae. Loài này được Makino mô tả khoa học đầu tiên năm 1932.
Danh pháp khoa học của loài này chưa được làm sáng tỏ. 